# Oda Nobunaga
En aquest nom japonès, el cognom és Oda.
Oda Nobunaga (japonès: 織田信長, Oda Nobunaga; 1534-1582) va ser un destacat dàimio (senyor feudal) del període Sengoku al període Azuchi-Momoyama de la història del Japó. Va nàixer el 23 de juliol de 1534 a la Província d'Owari, però hi ha dubtes sobre el lloc exacte. La teoria més difosa defén que va nàixer al Castell Hara (a l'actual ciutat de Inazawa), tot i que també es parla del Castell Furano (a Nagoya). Fill d'un dàimio menor de la província d'Owari, a la mort del seu pare va lluitar contra altres membres de la seva família pel control del clan, i va matar un dels seus germans en el procés. El 1560, durant la batalla d'Okehazama s'enfrontà amb només 3.000 soldats contra un nombrós exèrcit estimat en 40.000 samurais, comandat per Imagawa Yoshimoto. Gràcies a un atac sorpresa en va sortir victoriós i se situà al cim del poder militar del país.
El 1568 va ajudar Ashikaga Yoshiaki a ser nomenat shōgun per l'emperador del Japó entrant a la capital, Kyoto, amb el seu exèrcit i prenent el control de la ciutat. Yoshiaki va voler nomenar-lo kanrei però ell s'hi va negar i en comptes d'això va dictar una sèrie de regulacions, les quals limitaven l'activitat del shogun, reduïda pràcticament als assumptes cerimonials. Yoshiaki va contactar amb diversos dàimios i monjos guerrers per formar una coalició contra Nobunaga, que els va fer front entre 1570 i 1573, any en què la rivalitat entre el shogun i Nobunaga es va fer pública i oberta. Nobunaga es va enfrontar a Yoshiaki i el va derrotar fàcilment, fet que representà el final del shogunat Ashikaga.
El 1575, a la famosa batalla de Nagashino, es va enfrontar al clan Takeda, i els seus arcabussers derrotaren la llegendària cavalleria del clan mitjançant l'ús d'acció en rotació i no simultàniament com s'havia fet fins aleshores.
El 1582 Nobunaga dominava tota la part central del Japó així com els seus dos principals camins, el Tokaido i el Nakasendō, de manera que va voler estendre el seu domini cap a l'oest. Mentre els seus generals eren enviats a diferents regions per prosseguir les conquestes militars, Nobunaga va anar a descansar al temple de Honnō. Akechi Mitsuhide, un dels seus principals generals, va decidir trair-lo, fent marxa enrere en la seva ruta i assetjant el temple, en el que es coneix com a «Incident de Honnō-ji». Nobunaga va morir allà mateix al cometre seppuku, tot i que les seves restes no van poder ser trobades pel fet que el temple va cremar completament.
Les conquestes militars de Nobunaga van iniciar un procés d'unificació del país, el qual havia estat sumit en contínues lluites per les terres i el poder entre els diferents terratinents locals. Toyotomi Hideyoshi, un altre dels principals generals de Nobunaga, continuà el procés de pacificació del país obtenint l'autoritat aconseguida per Nobunaga gràcies al fet que va ser ell qui va venjar la seva mort derrotant Mitushide. Finalment, la unificació del país va concloure quan Tokugawa Ieyasu, aliat de Nobunaga, va establir el shogunat Tokugawa l'any 1603. Per això, Nobunaga és considerat com el primer dels «tres grans unificadors del Japó».
A més, alguns esdeveniments de la seva vida van ser determinants en la història del Japó: la seva entrada a Kyoto el 1568 marcà el final del període Sengoku i consegüentment dona inici al període Azuchi-Momoyama, que pren el seu nom parcialment del castell que va fer construir, el castell Azuchi. L'expulsió de l'últim shogun Ashikaga va marcar el final del segon shogunat de la història del Japó, el shogunat Ashikaga, i també va marcar l'inici de l'era japonesa de «Tenshō».

## Biografia

### Orígens

Ubicació de la província d'Owari, lloc on va néixer Nobunaga.

Nobunaga va néixer el 1534, sent el segon fill d'Oda Nobuhide, un dàimio menor de la província d'Owari, a la regió de Nagoya. La localització de la província era estratègica: estava a una distància curta de la capital, Kyoto, però prou allunyada com per evitar les contínues lluites de les províncies centrals del país. El yōmei, o nom infantil, que va rebre va ser el de Kippōshi (吉 法师).
Nobuhide va ser dàimio del clan Oda; tot i que pertanyia a una de les branques menors, gràcies a les seves habilitats militars i diplomàtiques va fer que el clan fos gairebé tan poderós com la família principal. El 1541 i el 1544 va donar certa quantitat en monedes de coure a la cort imperial, diners que es van emprar per a la reparació del Santuari d'Ise i les muralles del Palau Imperial de Kyoto. Ja que aquestes atencions poques vegades provenien d'homes de guerra, l'emperador Go-Nara va enviar una carta personal agraint el gest, per mostrar «respecte a l'emperador» i «lleialtat cap al tron».
Nobuhide va lluitar en contra dels dàimios de les províncies de Mikawa i Mino. El 1542 Imagawa Yoshimoto, dàimio de Suruga, es va endinsar a Owari i es va enfrontar amb les tropes de Nobuhide en la batalla d'Azukizaka. El clan Oda va resultar victoriós i Nobuhide va decidir prosseguir la lluita, de manera que alguns mesos després va atacar la fortalesa d'Imagawa a Ueno, però no va poder prendre-la.
El 1547 i el 1548 va atacar a Saito Dosan, dàimio de Mino, però posteriorment van arribar a un acord de pau en el qual s'incloïa el matrimoni de Nobunaga amb la filla de Dosan, Nōhime.
Anys més tard Nobuhide va atacar el castell Okazaki, custodiat per Tokugawa Hirotada, pare de Tokugawa Ieyasu i aliat de Yoshimoto. Hirotada sol·licità l'auxili del seu aliat, que va acceptar ajudar-lo amb la condició que Hirotada enviés el seu fill a Sunpu com a ostatge. Hirotada va acceptar, però el seu fill va ser segrestat pels homes del clan Oda. Per tant, Hirotada va dubtar a seguir atacant al clan, encara que Yoshimoto va prosseguir amb la lluita i el 1549 va infligir severs danys a les tropes de Nobuhide, qui va morir poc després, el 1551.

### Joventut
Nobunaga va tenir el seu genpuku —o cerimònia de majoria d'edat— el 1546 al castell Furuwatari, on va canviar el seu nom per Saburo Nobunaga. Va comptar amb mestres que l'instruïen en els escrits clàssics xinesos i també en tàctiques de guerra, tot i que els exasperava amb la seva arrogància i irreverència. Un dels seus principals passatemps era la falconeria, i a més, practicava sovint amb l'arc, la llança, l'espasa i les armes de foc.
La seva forma de vestir era extravagant: usava mànigues curtes amb colors estranys i hakames de pell de tigre. A causa de les seves maneres i comportament, la gent li deia «baka dono» («En ximple») i creien que estava boig, tot i que l'escriptor Mark Weston creu que podria tractar-se d'una estratègia perquè no el veiessin com un rival pel poder. Es diu a més que, quan el seu pare va morir, Nobunaga es va presentar vestit informalment i en lloc de dur a terme el ritual, com s'acostumava, de posar miques d'encens al que s'està cremant al braser, va prendre el braser i el llençà contra l'altar, cap a la tauleta que tenia escrit el nom del difunt; el succés va commocionar els presents.

### Dàimio
Després de la mort del seu pare, Nobunaga va mostrar poc interès a prendre el control del clan i administrar els seus dominis, de manera que un dels seus vassalls, Hirata Kiyohide, va cometre seppuku el 1553 com a protesta per fer-lo reflexionar sobre la seva forma de procedir. Pel que sembla, el sacrifici del seu vassall va tenir l'efecte desitjat (fins i tot posteriorment va construir un temple en el seu honor, el Seishū-ji) i Nobunaga va començar a lluitar contra els seus parents que volien prendre el control del clan, fins i tot matant un germà petit. El 1556 el seu germà gran Nobuhiro es va aliar amb el nou senyor de Mino, Saito Yoshitatsu, amb la intenció de fer a un costat a Nobunaga, i encara que aquest es va assabentar del complot en contra seva, va decidir perdonar el seu germà. L'any següent, el seu germà petit Nobuyuki, auxiliat per Shibata Katsuie i Hayashi Michikatsu, va planejar també d'assassinar-lo. En aquesta ocasió, quan Nobunaga es va assabentar del pla, el va matar, encara que als vassalls els va perdonar la vida.
No va ser fins al 1560 quan definitivament es va consolidar en el poder de tot el clan.

#### Relació amb Mino i Mikawa
El 1556 Saito Yoshitatsu es va enfrontar al seu pare adoptiu, Saito Dosan, en la batalla de Nagaragawa. Nobunaga va ser incapaç d'ajudar el seu sogre, que va morir en la batalla. La relació amb la província de Mino es va trencar, ja que el fill de Dosan desconeixia l'aliança.
Per la seva part, el clan Matsudaira va començar a atacar els castells del clan Oda de la província de Mikawa el 1558.
Imagawa Yoshimoto va avançar cap a l'oest gràcies a una sèrie d'aliances per mitjà de matrimonis arreglats amb dos clans amb els quals havien tingut conflictes: la filla d'Imagawa Yoshimoto es va casar amb el fill de Takeda Shingen, del clan Takeda, i la filla de Shingen es va casar amb el fill de Hōjō Ujiyasu. La filla d'Ujiyasu es va casar amb el fill de Yoshimoto. Havent establert aquestes aliances, els Hōjō es van expandir en Kant, el clan Takeda es va moure per refermar Shinano i els Imagawa es van dirigir a atacar els Oda a Owari.
En dues ocasions, el 1554 i el 1558, Nobunaga es va enfrontar a atacs a menor escala a Owari per part de Yoshimoto. Posteriorment el clan Imagawa va ajuntar nombrosos exèrcits entre les províncies de Suruga, Totomi i Mikawa per dur a terme un atac molt més gran. Segons recomptes de l'època, l'exèrcit comptava amb 40.000 soldats.

#### Batalla d'Okehazama

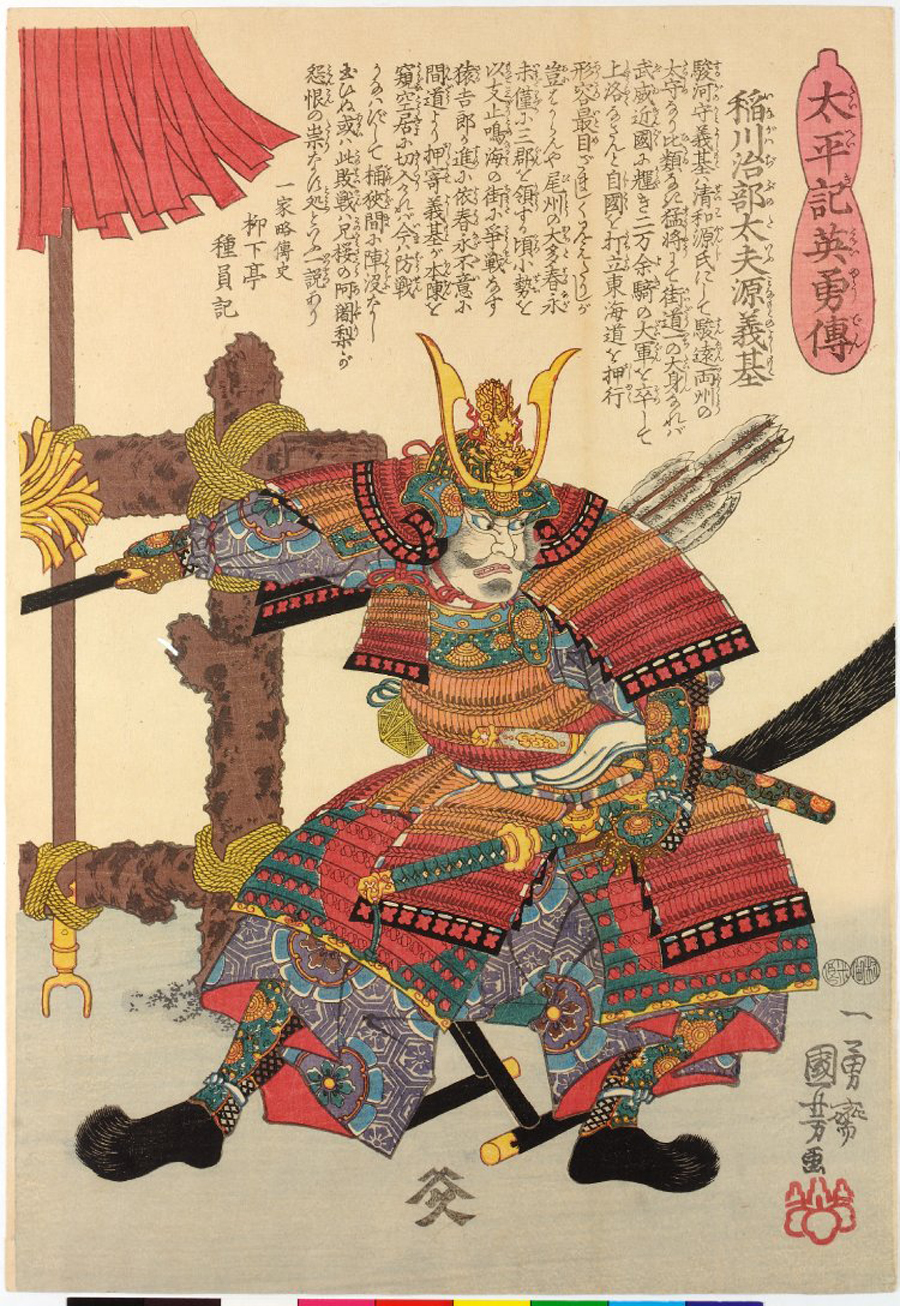
Representació d'Imagawa Yoshimoto. Les seves tropes van ser sorpreses durant la batalla d'Okehazama, la qual posà Nobunaga al cim del poder militar del país.

Imagawa va llançar un primer atac contra una de les fortaleses de la frontera, a Washizu i Marune. Exploradors de Nobunaga li van notificar que el castell havia estat completament destruït i que l'exèrcit enemic, incloent el seu comandant, estava descansant en un lloc conegut com a Dengakuhazama. Mentre l'enemic celebrava els resultats que havien obtingut fins ara, Nobunaga va preparar el seu exèrcit, estimat en poc més de 3.000 soldats, per a un atac sorpresa. Els sentinelles de l'exèrcit de Yoshimoto no estaven alerta i va caure una forta tempesta mentre l'exèrcit de Nobunaga s'hi acostava. Quan els núvols es van dissipar, Nobunaga i els seus homes van atacar els enemics, i aquests, pel fet que no estaven preparats, van començar a fugir en totes les direccions. La tenda de Yoshimoto va quedar desprotegida i en sentir l'enrenou a l'exterior va pensar que els seus homes, ja ebris, estaven lluitant entre si. Quan Yoshimoto va sortir de la seva tenda, un samurai, vassall del clan Oda, li va clavar una llança al ventre. Yoshimoto va treure la seva espasa i va trencar la llança, però just en aquell moment un segon samurai va aparèixer i li va tallar el cap.

#### Aliances posteriors a Okehazama
Gràcies a la seva victòria a Okehazama, Nobunaga va ascendir al cim del poder militar al país. A més, va formalitzar la seva aliança el 1562 amb Matsudaira Motoyasu (més conegut com a Tokugawa Ieyasu), qui va poder establir Mikawa com una província independent, i amb Takeda Shingen el 1565. A més de les aliances anteriors, Nobunaga va trobar una mica de tranquil·litat cap a l'àrea de la capital per mitjà d'una aliança amb Azai Nagamasa, de la província d'Omi, el 1564. Per tancar aquestes aliances, Nobunaga li va donar una de les seves filles al fill gran de Ieyasu, una germana a Azai Nagamasa i una filla adoptiva al fill de Takeda Shingen.

#### Atacs a Mino
Després que Saito Yoshisatsu va trencar relacions amb el clan Oda, Nobunaga va començar una sèrie d'atacs en contra de la província de Mino, els quals van durar entre 1559 i 1567, quan finalment va caure el castell Inabayama, en gran part gràcies a les accions de Toyotomi Hideyoshi.

### Tenka fubu

Tenka fubu.

Nobunaga traslladà el seu quarter general de Kiyosu a Inabayama després de prendre la ciutat (la qual estava assentada sobre el Nakasendō) i la va rebatejar com a «Gifu» en al·lusió al lloc on el general xinès Wu Wang, fundador de la dinastia Zhou, havia començat la unificació del país en el segle xii. Al voltant d'aquestes dates va començar a utilitzar en el seu segell l'eslògan Tenko fubu (天下 布 武, Tenko fubu), el qual es pot traduir com «el regne [Tenko] subjecte al militar». A partir del 1570 les seves missives s'alternarien entre la seva signatura Tenko no tame (pel bé del regne) i Nobunaga no tame (pel bé de Nobunaga).
Aquest mateix any 1567, l'emperador li va enviar una ambaixada especial expressant la seva estima per la lleialtat i sinceritat del seu difunt pare, recomanant seguir els seus passos. Li va demanar restablir l'ordre imperial, i fins i tot va expressar el seu desig que Nobunaga anés fins a Kyoto a restaurar l'ordre.

#### Nobunaga i l'últimshōgunAshikaga
Ashikaga Yoshihide va ser nomenat shōgun el 1568, amb el suport dels qui havien assassinat el seu predecessor, Yoshiteru, anys enrere. Un altre possible candidat al govern era Ashikaga Yoshiaki, que era en aquells dies un monjo budista que va aconseguir escapar amb la finalitat de trobar qui donés suport a la seva causa. Al voltant de les mateixes dates en què Nobunaga va vèncer els Saito, Yoshiaki el va contactar, demanant la seva ajuda per a ser nomenat shōgun després d'haver-ho demanat als dàimios d'Omi, Kōzuke, Noto i Echizen. Oda Nobunaga va decidir donar-li suport i va prendre el control de Kyoto per garantir «els interessos de l'emperador». Yoshihide i l'exèrcit de Matsunaga Hisahide —que havia donat suport a Yoshihide— van fugir davant la presència de l'exèrcit de Nobunaga. Quan Nobunaga va tenir la situació controlada en la capital, l'emperador Ogimachi va nomenar Yoshiaki shogun. L'emperador, a més, els va ordenar que l'ajudessin a recuperar les propietats que havien pertangut a la família imperial. Yoshiaki va voler també nomenar Nobunaga com kanrei, però aquest es va negar a subordinar el shogunat i va intentar dominar el shogun.
Per aquest moment de la història, Nobunaga dominava les províncies d'Owari, Mino, parts d'Ise i Iga, així com la part sud d'Omi, la qual havia pres durant el seu viatge a Kyoto.

#### 1570-1573
A partir del 1570 el shogun va començar a rebel·lar-se contra les imposicions de Nobunaga i va buscar suport en diversos clans. En resposta, Nobunaga no va atacar directament el shogun, sinó els dàimios que s'oposaven a ell o buscaven donar suport al shogun, començant amb Asakura Yoshikage d'Echizen.
Al començament d'any Nobunaga va atacar la fortalesa del clan Asakura a Echizen, però va haver de retirar-se a causa del fet que el clan Azai i el clan Rokkaku van declarar la seva lleialtat cap als Asakura. L'entrada del clan Azai en el conflicte va posar fi al tractat de pau que havien fet Nobunaga i Nagamasa anys abans. Ara, amb dos fronts de batalla, Nobunaga va respondre atacant el castell Odani, a la capital de la província d'Omi.

##### Batalla d'Anegawa

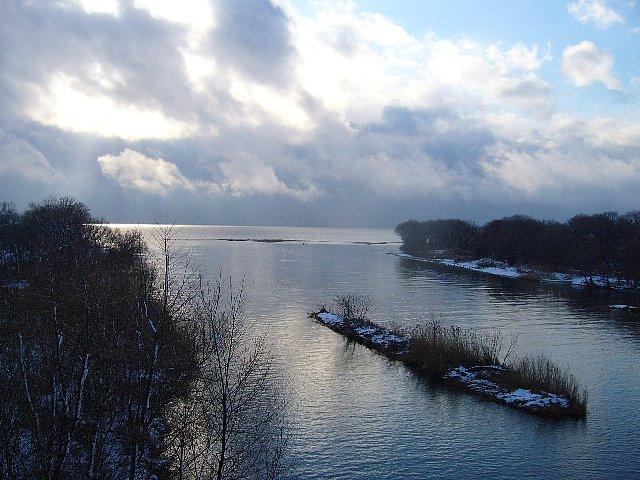
Vista actual del riu Anegawa.

Nobunaga es va enfrontar als Asai i els Asakura juntament amb el seu aliat Tokugawa Ieyasu al riu Anegawa aquell mateix any; la batalla rep el nom del lloc on es va dur a terme l'enfrontament.
Les tropes de Nobunaga avançaren contra els castells Azai i Odani, i creuant el riu es van enfrontar amb les tropes del clan, mentre que una petita porció es va dirigir a assetjar el castell Yokohama. Mentrestant, les tropes del clan Tokugawa es van enfrontar amb les del clan Azai, guanyant-les fàcilment. Com que Nobunaga tenia problemes en el seu enfrontament, Tokugawa va carregar pel flanc dret, mentre que Inaba Ittetsu, vassall del clan Oda, que fins aleshores no havia participat en la batalla, ja que hi era com a reserva, va atacar per l'esquerre. Nobunaga va sortir victoriós de la batalla, la qual pràcticament es va donar mà a mà.
Tot i que les tropes del clan Oda van prendre petits castells dins de la província, les tropes combinades del clan Azai i Asakura aconseguiren repel·lir els assalts fins al 1571.
A la fi del 1570 Nobunaga es va enfrontar contra el clan Miyoshi i els seus aliats els Ikko-Ikki, monjos guerrers membres de la secta budista del Jodo Shinshu del Hongan-ji, de manera que les seves tropes es van debilitar a causa de tants fronts oberts. Mitjançant la intercessió del tron, Nobunaga va aconseguir un acord de pau amb el clan Azai, que va ser trencat per Azai Nagamasa el 1571 quan es va unir als Ikko-Ikki en batalla. Abans de tornar a Omi, Nobunaga va tenir dos enfrontaments d'importància: un a la muntanya Hiei i un altre a la província de Totomi.

##### Atac al mont Hiei

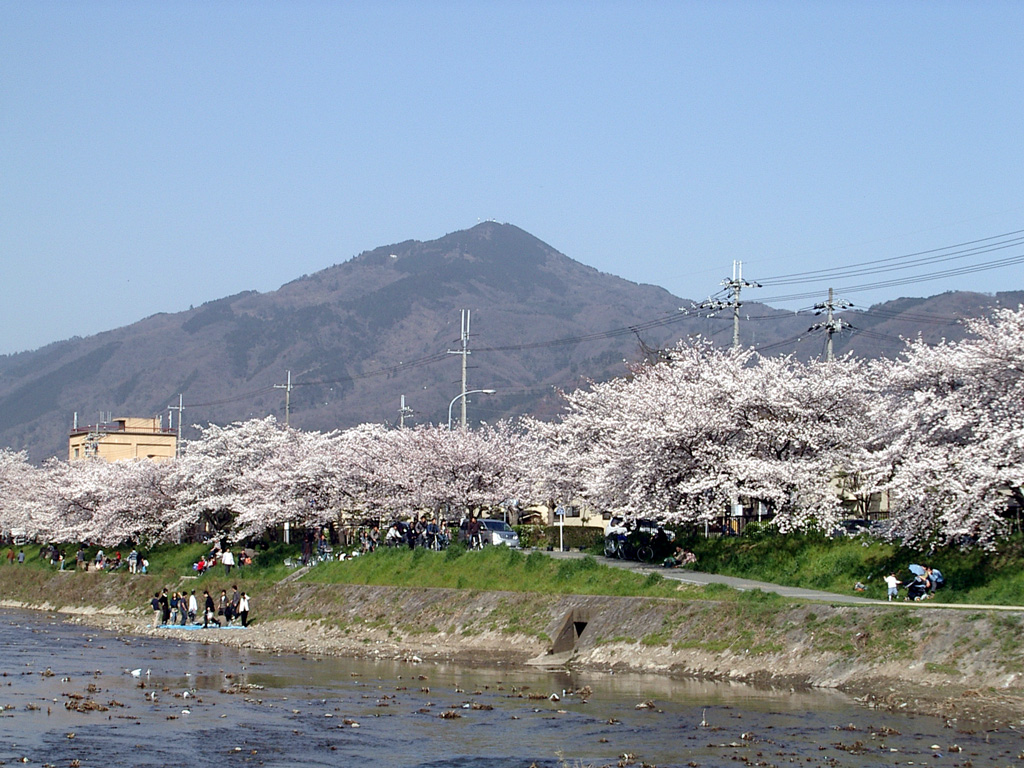
Vista actual de la muntanya Hiei. La massacre dels monjos d'aquest lloc ha estat un dels actes més controvertits de Nobunaga.

Una altra facció enemiga de Nobunaga eren els monjos guerrers de la muntanya Hiei, que havien atacat Kyoto en diverses ocasions anteriorment i s'havien aliat amb els Ikko-Ikki, els Asai i els Asakura. A la fi del 1571, mentre Nobunaga marxava cap a la província d'Echizen, va passar prop de Hiei i es va adonar que els monjos del lloc amenaçaven les seves línies de comunicació cap a la capital del país, de manera que un any més tard la muntanya va ser envoltada per un exèrcit nombrós, estimat en 30.000 soldats. L'exèrcit de Nobunaga va avançar matant tot el que estigués al seu pas, com una advertència per a tots aquells exèrcits, religiosos o no, que s'oposessin a ell. L'endemà, l'Enryaku-ji, un complex religiós budista, estava en flames i milers dels seus habitants jeien morts.
Luís Fróis, missioner jesuïta que va arribar al Japó el 1563, va descriure l'atac de la següent manera:
| « | En la seva arribada a Sakamoto es va adonar que a causa del fet que estava acompanyat per un exèrcit de 30.000 homes es trobava en bona posició per prendre venjança dels bonzos (monjos) de les universitats de Hieizan, de manera que va ajuntar tot el seu exèrcit per reduir els monjos. Quan els bonzos es van assabentar de la seva intenció i van veure que no hi havia més recursos, van enviar un oferiment de 300 barres d'or (cadascuna amb un valor de 45 taels de plata) i 200 barres van ser enviades des del poble de Katata. Però Nobunaga no va acceptar cap d'elles, declarant que no havia anat a enriquir-se, sinó a castigar els seus crims amb severitat i rigor. Quan els sàtrapes de les universitats van escoltar la seva resposta, encara que sabien que Nobunaga tenia poc respecte pels kami (deïtats Shintō) i hotoke (Buda), tot i no creien que destruiria l'ídol de Sanna, ja que era molt venerat i els seus càstigs no eren menys temuts. Per això tots ells van decidir reunir-se al temple (el qual està al cim de la muntanya) i abandonar tots els altres temples i els seus tresors. Al mateix temps els bonzos van persuadir a la gent del poble de Sakamoto perquè pugessin juntament amb les seves dones i nens. Sabent que els tenia a tots al cim de la muntanya, Nobunaga immediatament va donar instruccions d'incendiar Sakamoto i que posessin a espasa a tots aquells que es trobessin al poble. Això va ser el 29 de setembre d'aquest any, 1571 […] I per mostrar als bonzos que estaven a la muntanya el poc respecte que tenia per les quimeres […] i pels càstigs de Sanna, la segona cosa que va fer va ser cremar tots els temples d'aquest ídol que estaven sota als peus de la muntanya: també va destruir set universitats de les quals no va quedar res. Després desplegant el seu exèrcit de 30.000 homes en forma d'anell al voltant de la muntanya, va donar l'ordre d'avançar cap al cim. Els bonzos van començar a resistir amb les seves armes i van ferir com a 150 soldats. Però van ser incapaços de fer front a tan ferotge assalt i van ser tots posats a espasa, juntament amb els seus homes, dones i nens de Sakamoto [...] L'endemà […] va incendiar el gran temple de Sanna […] I després Nobunaga va ordenar a un gran nombre de mosqueters que anessin a turons i boscos com si fossin de cacera, havien de trobar a qualsevol estil bonze que es amagués aquí, que no van perdonar la vida de ni un d'ells […] Però Nobunaga no estava satisfet amb aquesta victòria i desitjava saciar la seva set de venjança encara més i incrementar la seva fama. Pel que va comandar a tot el seu exèrcit per anar i saquejar les cases restants dels bonzos i incendiar els quatre-cents estranys temples d'aquestes famoses universitats de Hieizan. I el mateix dia tots havien estat destruïts, incendiats i reduïts a cendres. Després va ordenar al seu exèrcit que anés a Kataka, la qual va ser incapaç d'oferir resistència i també va ser consumida pel foc. Ells em van dir que aquí havien mort com 1.500 bonzos i el mateix nombre de seglars, homes, dones i nens. | » |

##### Lluita amb el Takeda Shingen
Nobunaga preparava atacar novament al clan Azai el 1572 però Takeda Shingen no ho va permetre. Unint-se a la causa d'Ashikaga Yoshiaki, Shingen va trencar l'aliança amb Nobunaga el 1565 i va atacar el seu flanc est. A final de 1572 l'exèrcit del clan Takeda va vèncer Nobunaga en la batalla de Mikatagahara a Totomi. Afortunadament per Nobunaga, Shingen morí l'any següent, que va provocar que la situació del shogun quedés fortament ressentida.

##### Col·lapse del shogunat Ashikaga
En tornar a Kyoto el 1573 després d'estar en Totomi, Nobunaga no només confrontà al shogun sinó també als habitants de la capital, a qui els va exigir el pagament d'un gran tribut militar com a símbol d'obediència. Quan els habitants van refusar, ordenà incendiar parts de la ciutat. Yoshiaki va fer una crida als dàimios propers i a les autoritats religioses perquè prenguessin les armes en contra de Nobunaga, mentre ell es va fortificar al sud de Kyoto esperant els reforços. Nobunaga va vèncer fàcilment a Yoshiaki i li va perdonar la vida, condemnant a l'exili. Només una setmana després d'haver aconseguit la retirada del shogun Yoshiaki, Oda Nobunaga va aconseguir convèncer a l'emperador que fes el canvi de nom de l'era a «Tenshō», com a símbol de l'establiment d'un nou sistema polític.
Al mes següent d'haver deposat a Ashikaga Yoshiaki, Nobunaga es va dirigir novament cap omissió pàgina ocasió.

##### Extinció del clan Azai i del clan Asakura
Qualsevol rastre d'aquests clans va desaparèixer quan Nobunaga va assetjar els castells Odani i Ichijō no tani.
Mentre els soldats de Nobunaga s'acostaven al castell Odani, Azai Nagamasa demanà reforços a Asakura Yoshikage. Quan els soldats del clan Asakura sortien cap al sud, Nobunaga els interceptà i els va vèncer fàcilment en el seu quarter general d'Echizen, Ichijō no tani, de manera que Yoshikage va cometre seppuku. Després de la seva victòria es va dirigir a Totomi, on també va vèncer fàcilment al clan Azai. Allà, tant Nagamasa com el seu pare van cometre seppuku, a la mare de Nagamasa la van matar després que li van treure els dits i el seu fill qui també va ser executat. L'esposa de Nagamasa (germana de Nobunaga) i les seves tres filles van ser portades fins Owari. Diversos dies després, els caps de Azai Nagamasa i de Asakura Yoshikage van ser exposades a Kyoto.
Com a conclusió d'aquests quatre anys de lluites, cal esmentar que cap altre dàimio del període Sengoku va fer front a tants reptes i adversaris tan dispars en un termini de temps tan curt. Les tropes de Nobunaga es van haver d'enfrontar a dos clans que havien trencat relacions amb ells -els Azai i Takeda- així com a altres clans i grups religiosos que els van confrontar en el triangle comprès entre Echizen, Settsu i Totomi.

### Governde facto
L'exili de Yoshiaki va deixar a Nobunaga com a figura central del govern del Japó. Durant els anys següents el 1573 Nobunaga es va acostar al tron i va ser promogut com a Sangi, Gondainagon, Ukon'e no Daishō, Naidaijin i es va convertir en Udaijin el 1577. També des 1573 es va fer càrrec de la capital, on va nomenar el seu propi delegat, Murai Sadahiko, com a magistrat.
El 1578 va renunciar a tots els títols conferits i va sol·licitar que fossin transferits al seu fill.

#### Castell Azuchi

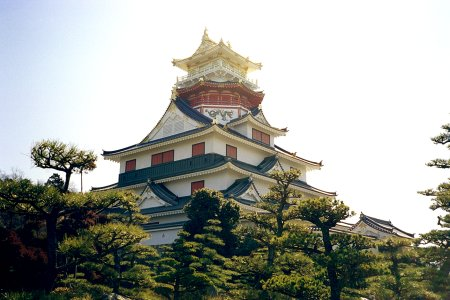
Reconstrucció del tenshu o torre principal del castell Azuchi.

A la fi de l'any 1575 Nobunaga va delegar en el seu fill Nobutada el control del clan i el va nomenar dàimio de les províncies de Mino i Owari, de manera que aquest va ocupar el castell Gifu. El 1576 va ordenar la construcció d'una nova fortalesa per al seu propi ús a Azuchi, a la província d'Omi. La ubicació d'Azuchi, entre el mar del Japó i l'oceà Pacífic, tenia l'avantatge de comptar amb fàcil accés al mar interior i també a la part oriental del Japó, al mateix temps que estava a una distància òptima de la capital del país: estava prou a prop com per respondre ràpidament a qualsevol aixecament armat però prou allunyat com per evitar els constants conflictes que afligien a Kyoto.
Nobunaga va ordenar la construcció del seu nou castell al cim d'una muntanya anomenada Azuchiyama, la qual estava just a la vora del llac Biwa. La torre de l'homenatge o tenshu es va acabar de construir el 1579, any en què es va convertir en la seva residència oficial, tot i que es va seguir fent treballs en el complex fins al dia de la seva mort.
El castell, finament decorat i amb majestuosos jardins, comptava amb una sala especial, el propòsit era rebre visites imperials. El tenshu, amb sis pisos d'alçada, va ser cobert amb tatamis, els pilars tenien un acabat en laca o estaven coberts amb fulles d'or i les parets, pintades per Kano Eiruko, tenien motius d'emperadors xinesos, deixebles de Shakyamuni, falcons, dracs, prunes i tigres.
El castell va revolucionar definitivament la forma en què es van construir les fortificacions japoneses de l'època, sent el primer hirayamahiro, o castell construït en una plana al cim d'una muntanya.

#### Altres conquestes

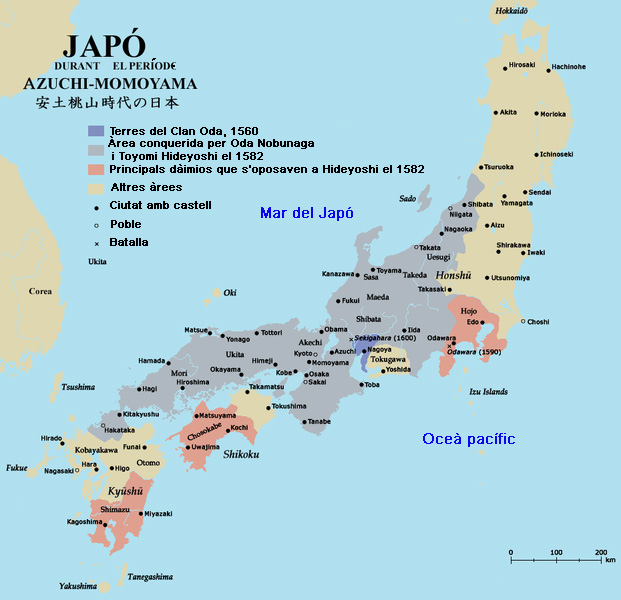
Japó durant el període Azuchi-Momoyama.

Després de la seva campanya a Omi, Nobunaga va continuar consolidant el seu poder a la regió, per la qual cosa va enviar a Shibata Katsuie a la regió de Hokuriku, Tokugawa Ieyasu va continuar la lluita contra el clan Takeda a l'est, Akechi Mitushide es va traslladar a les províncies de San'in a l'oest i Toyotomi Hideyoshi va començar a marxar pel San'yōdō al sud-oest.
Nobunaga finalment va conquerir Settsu, l'última de les províncies antigues del Japó, mentre que Katsuie va prendre Wakasa, Noto, Kaga i part de Etchū. Mitushide i els seus homes van entrar a Tanba, Tango, Tajima, Inaba i una porció de Hoki. Hideyoshi va avançar de Harima cap a Bizén, Mimasaka i Bitchū. Per la seva banda, Ieyasu es va annexar els antics dominis del clan Takeda de Kai, Suruga, Shinano i part de Kōzuke. En total, Nobunaga controlava 31 de les 66 províncies del Japó.

#### Lluita contra el clan Takeda
La lluita contra el clan Takeda s'aturà el 1573 amb la mort de Takeda Shingen, però un any després l'hereu del clan, Takeda Katsuyori, va atacar tant al domini de Mikawa de Tokugawa com a Mino de Nobunaga, que es va veure obligat a enviar a alguns generals d'altres fronts per defensar la seva província.
El 1575 forces del clan Takeda, comandades per Takeda Katsuyori assetjaren el castell Nagashino, el qual estava custodiat per Torii Sune'emon. Sune'emon demanà l'ajuda de Ieyasu i de Nobunaga, que van enviar tropes en el seu auxili.

#### Batalla de Nagashino

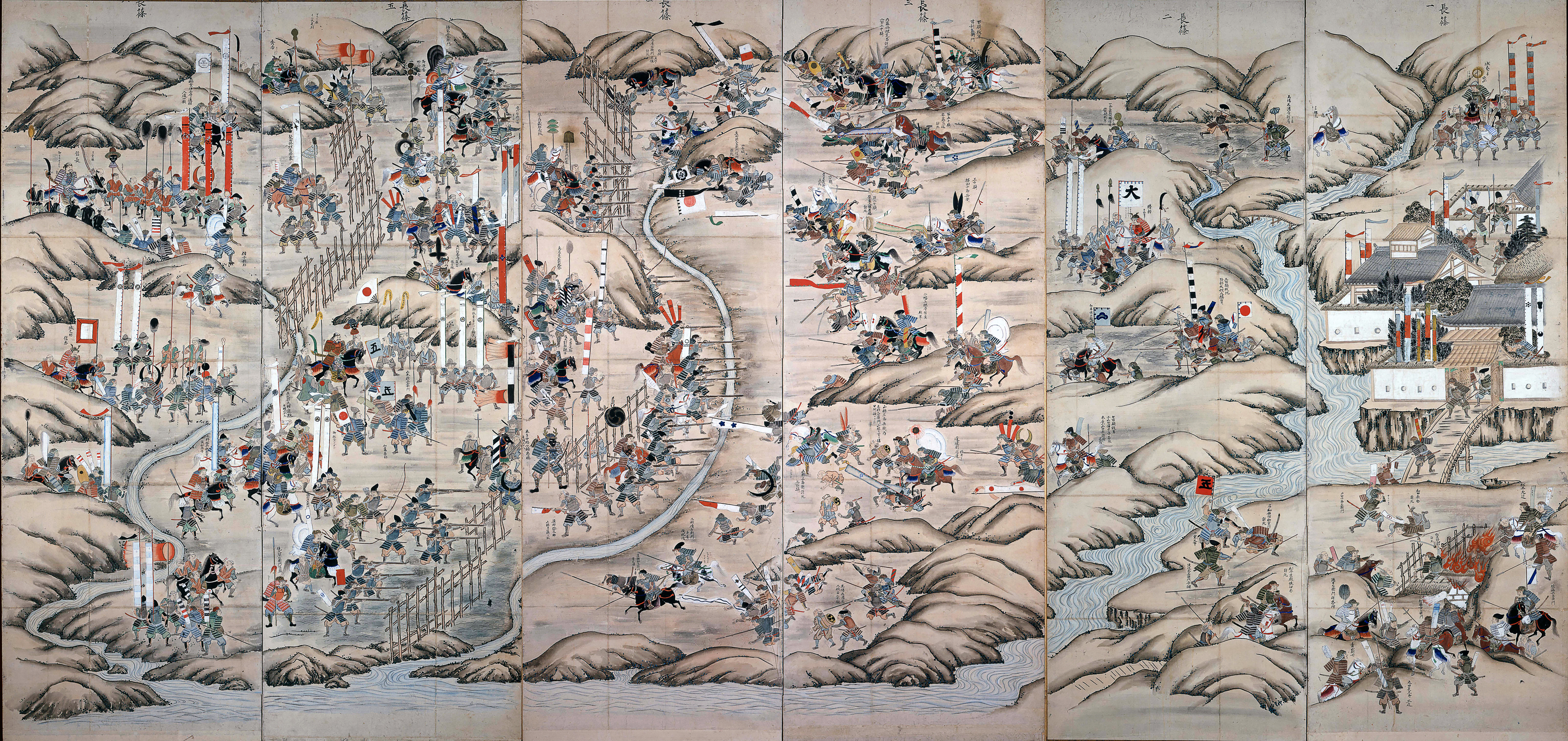
Representació de la batalla de Nagashino.

Dels 15.000 soldats que havien participat en el setge al castell, 12.000 ho van fer en la subsegüent batalla, mentre que en el bàndol de Nobunaga-Ieyasu l'exèrcit comptava amb 38.000 homes. Nobunaga disposava de 3.000 arcabussers, de manera que va decidir ubicar a uns 100 metres de distància d'un petit riu anomenat Rengogawa, i va construir un mur d'uns 2.100 metres de llarg, feta a base de tanques d'estaques soltes amb alguns buits des dels quals es pogués contraatacar.
La cavalleria del clan Takeda va decidir anar a trobar les tropes de Nobunaga, les quals les van veure a una distància de 200 metres. Katsuyori, tot i haver vist que l'enemic comptava amb un gran nombre d'armes de foc, va decidir atacar confiat que havia plogut un dia abans, així que pensava que la majoria d'elles estarien inservibles, a més, confiava en la velocitat de la seva càrrega de cavalleria. A les 6 del matí del 28 de juny de 1575 Katsuyori va donar l'ordre d'avançar, creuant lentament el riu. Quan van arribar a l'altra riba ràpidament van augmentar la velocitat, però quan van arribar aproximadament a 50 metres de la tanca, els arcabussers del clan Oda van començar a disparar en rondes, causant un gran nombre de baixes a l'instant. Els samurais del clan Takeda que no van ser assolits per les bales es van enfrontar llavors a soldats ashigaru armats amb llances de 5,6 metres de longitud, a més d'altres samurais amb llances més curtes.
La batalla va continuar fins a la tarda, quan Katsuyori va ordenar la retirada i les seves tropes restants van ser perseguides. En total, al voltant de 10.000 soldats del clan Takeda, 54 dels 97 líders, així com vuit generals veterans, part dels «Vint-i-quatre Generals de Takeda Shingen», van morir durant l'enfrontament.
Després de la victòria a Nagashino encara els va costar set anys a les tropes del clan Oda i del clan Tokugawa recuperar els territoris perduts, entrar al domini Takeda i forçar la rendició de Katsuyori, que es va suïcidar el 1582. Quan van derrotar finalment al clan Takeda, el qual va poder resistir tant de temps els atacs principalment perquè s'havien aliat amb el clan Uesugi en una coalició anti-Oda, Ieyasu va absorbir els dominis que els havien pertangut.

#### Nobunaga i els monjos guerrers
Altres dels seus principals enemics van ser els monjos guerrers Ikko-Ikki, membres de la secta budista del Jodo Shinshu. Amb els Ikko-Ikki Nobunaga va mantenir una rivalitat de dotze anys. Des del període Sengoku aquest grup s'havia convertit en la tercera força política del país, i fins i tot havien expulsat al dàimio governant i havien constituït un govern en el territori integrat per una aliança de comuners i grangers que compartien les mateixes idees religioses.
Nobunaga i els seus vassalls van prendre algunes de les seves fortaleses: el 1574 la d'Ise, el 1575 les d'Echizen i Owari, i la de Kii el 1577. Els Ikko-Ikki d'Osaka van resultar un rival difícil de vèncer, i Nobunaga va dedicar deu anys al setge més llarg de la història del Japó: el setge de la fortalesa Ishiyama Hongan-ji.
Nombrosos creients al llarg del país, alguns dàimios com Mori Terumoto, i fins i tot el deposat shogun Yoshiaki van ajudar a defensar la fortalesa, però Nobunaga va aconseguir vèncer les defenses bloquejant la badia d'Osaka després de diverses batalles navals contra la flota del clan Mori. El 1580 l'abat va oferir la seva rendició, la qual va ser negociada, i és pràcticament l'única que es va donar d'aquesta manera a les guerres que fer Nobunaga. Quan Ishiyama es va rendir, Nobunaga va enviar a l'abat a través d'un membre de la cort, Konoe Sakihisa, un jurament extraordinari:
| « | Article: Ja que hi ha preocupació sobre els ostatges, ells seran enviats de tornada a tu. Article: Els temples derivats [de la secta Shinshu] que els han protegit [en el passat] seguiran com fins ara [sense represàlies]. Article: Després que hagin deixat el castell a Osaka, [els seus temples] a Kaga seran retornats sense problemes. | » |

#### Atac a Iga i Koga
Els ninges més respectats i famosos eren els d'Iga i Ueno, que van ser contractats per diferents dàimios entre 1485 i 1581, fins que en aquest any Nobunaga va emprendre una campanya per atacar les seves terres. Va ser tan ràpid l'atac que va portar a terme, que prop de 4.000 d'ells van ser assassinats i els supervivents van haver de fugir a altres províncies. Alguns van tenir la sort d'arribar fins a la província de Mikawa, on Tokugawa Ieyasu va ordenar que fossin tractats amb total respecte, per la qual que es van convertir en vassalls del clan Tokugawa, acabant així els seus dies com a mercenaris.

### Incident de Honnō-ji

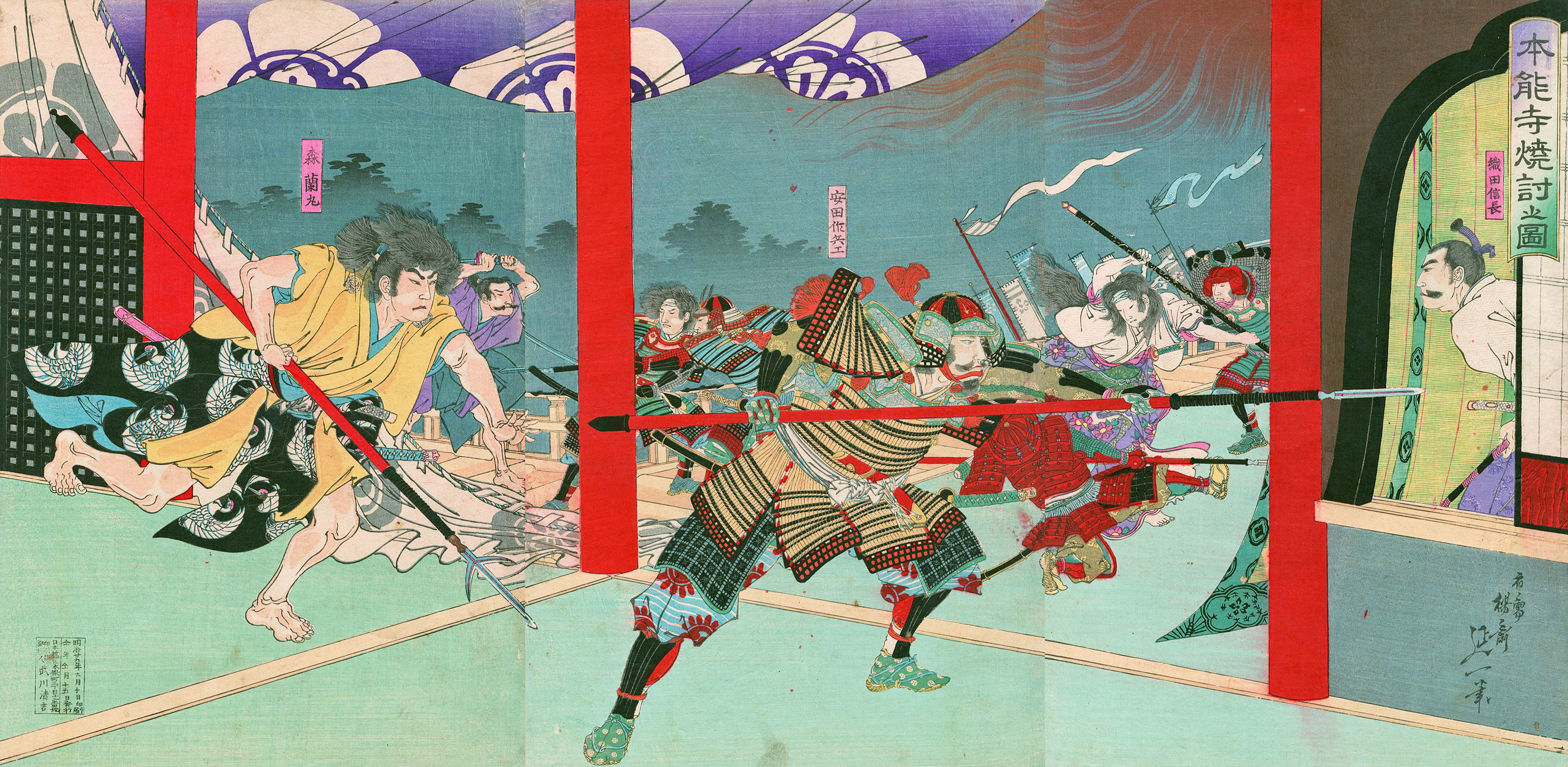
Representació de l'era Meiji de l'incident de Honnō-ji.

Pel 1582 Nobunaga dominava gairebé tota la part central del Japó així com els seus dos principals camins: el Tokaido i el Nakasendō, de manera que va decidir estendre el seu domini cap a l'oest. Aquesta tasca la va encomanar a dos dels seus principals generals: Toyotomi Hideyoshi qui pacificaria la part sud de la costa oest del mar interior de Seto, en Honshū, mentre que Mitushide Akechi, un altre dels seus generals de confiança, aniria per la costa nord del mar del Japó. Durant l'estiu d'aquell mateix any, Hideyoshi es trobava detingut en el setge al castell Takamatsu, el qual era controlat pel clan Mori.
Hideyoshi va demanar reforços a Nobunaga, que va ordenar a Mitushide que fos per davant per després unir-se'ls. Mitushide, a mitjan camí, va decidir fer mitja volta cap a Kyoto, on Nobunaga havia decidit quedar-se al temple Honnōji amb tan sols la seva guàrdia personal. Mitushide va atacar i incendiar el santuari en el que es coneix com a «Incident de Honnōji», on Nobunaga va morir al cometre seppuku.
Un dels relats de l'esdeveniment prové novament de Luís Fróis, que es trobava a prop de l'escena:
| « | […] «Quan els homes d'Akechi van arribar a les portes del palau, tots van entrar al mateix temps en no haver ningú per resistir -pel fet que no existien sospites de la seva traïció. Nobunaga s'acabava de rentar les mans i la cara i s'estava assecant amb una tovallola quan el van trobar i immediatament li van disparar una fletxa en un costat. Traient la fletxa, va sortir carregant una naginata […] Va lluitar durant una estona, però després de rebre un tret al braç es va replegar a la seva recambra i va tancar les portes. Alguns diuen que va realitzar el seppuku, mentre que altres creuen que li va calar foc al palau i va morir a les flames. El que sabem, però, és que d'aquest home, que va fer a tots tremolar no només amb el so de la seva veu sinó fins i tot amb la menció del seu nom, no va estar ni tan sols un petit cabell que no fos reduït a pols i cendres». | » |

Durant l'incident de Honnō-ji, Hideyoshi es trobava assetjant el castell Takamatsu i va rebre ràpidament la notícia de la mort del seu senyor, de manera que immediatament va fer una treva amb el clan Mori i va tornar a Kyoto a marxes forçades. Els exèrcits del nou acte nomenat shōgun Akechi Mitushide i el de Hideyoshi es van trobar als marges del riu Yodo, molt a prop d'un petit poblat anomenat Yamazaki, del qual l'enfrontament rep el seu nom. Hideyoshi va sortir victoriós i Mitushide es va veure obligat a fugir. Durant la seva fugida un grup de pagesos li va donar mort, acabant així el seu govern de tan sols 13 dies.
El fet d'haver venjat la mort del seu antic senyor va donar a Hideyoshi l'oportunitat esperada de convertir-se en la màxima autoritat militar del país i durant els següents dos anys es va enfrontar i va vèncer als rivals que se li van oposar. En 1585, i després d'haver afermat el control del centre del país, va començar a avançar cap a l'oest, més enllà dels límits que havia aconseguit arribar a Nobunaga. El 1591 Hideyoshi havia aconseguit unificar el país, de manera que va decidir conquerir Xina.

## Cronologia
- 1534 - Neix Nobunaga.[62]

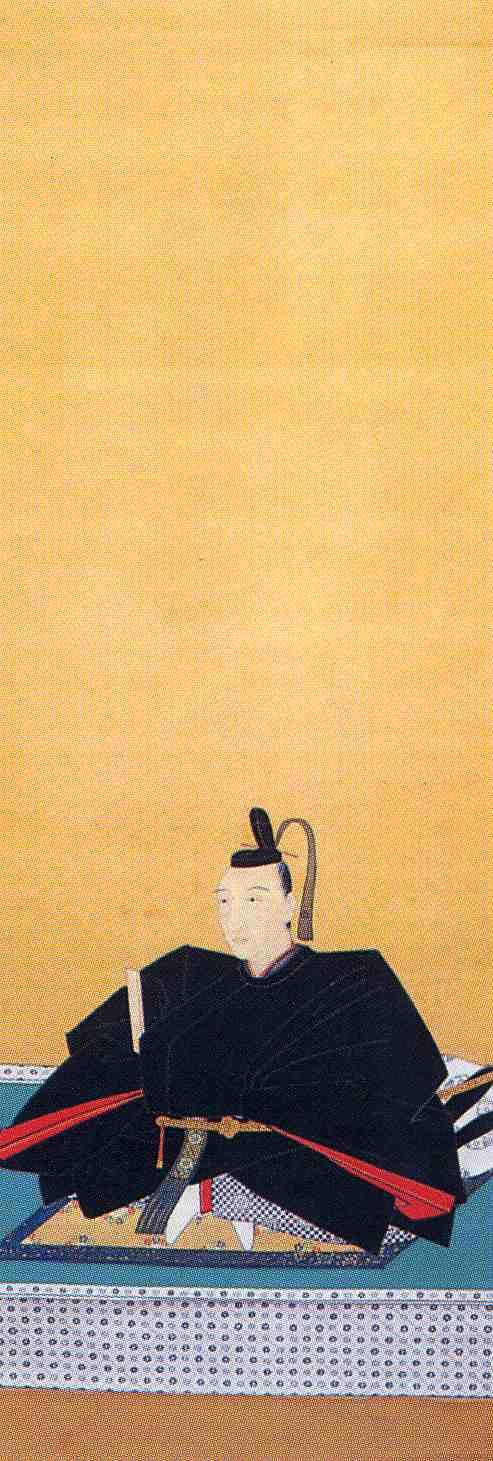
Oda Nobunaga gazō (retrat d'Oda Nobunaga).
Propietat de la ciutat de Tanba, prefectura de Hyōgo.

- 1558 - Kinoshita Tōshikirō (més tard conegut com a Toyotomi Hideyoshi) comença a servir a Nobunaga.[62]
- 1560 - Batalla d'Okehazama. Nobunaga derrota Imagawa Yoshimoto i guanya importància nacional.[62]
- 1562 - Nobunaga i Tokugawa Ieyasu formen una aliança.[62]
- 1568 - Nobunaga ocupa Kyoto i instal·la Ashikaga Yoshiaki com shogun;[62] Matsunaga Hisahide se sotmet a Nobunaga i li envia un preuat estri de te per tancar l'aliança;[62] Nobunaga decreta el rakuichi-rakuza a Kano i l'abolició de quotes de peatge a totes les províncies.[63]
- 1569 - Nobunaga decreta els erizeni;[63] la ciutat de Sakai se sotmet davant seu.[63]
- 1570 - Comença la guerra de deu anys contra el Hongan-ji i la secta de la Terra Pura Veritable.[62]
- 1571 - Nobunaga destrueix l'Enryaku-ji, quarter general de la secta Tendai a la muntanya Hiei.[64]
- 1572 - Nobunaga confina al shogun Ashikaga al castell Nijo,[63] publica una protesta de disset articles.[64]
- 1573 - Takeda Shingen derrota a l'exèrcit combinat de Nobunaga i Ieyasu en la batalla de Mikatagahara; animat per la victòria del clan Takeda, Yoshiaki trenca formalment amb Nobunaga, que incendia part de Kyoto per intimidar i l'expulsa, donant fi al shogunat Ashikaga.[64]
- 1574 - Nobunaga destrueix als Ikko-Ikki d'Ise.[64]
- 1575 - Nobunaga derrota Takeda Katsuyori a Nagashino i conquereix Echizen, controlada per la secta de la Terra Pura. Li dona a Shibata Katsuie les «Regulacions per a la província d'Echizen».[64]
- 1576 - Es comença la construcció del castell Azuchi.[62]
- 1577 - Nobunaga declara la ciutat-castell d'Azuchi com a lliure d'impostos; Matsunaga Hisahide es rebel·la contra Nobunaga, és derrotat i comet seppuku.[64]
- 1579 - El tenshu (torre de l'homenatge) del castell Azuchi es converteix en la residència oficial de Nobunaga.[65]
- 1580 - Ishiyama Hong-ji es rendeix davant Nobunaga;[65] els Ikko Ikki de Koga són derrotats per Shibata Katsuie;[65] destrueix forts provincials en l'àrea de Kansai[65] i ordena una investigació cadastral per a les províncies de Yamato i Harima.[63]
- 1581 - Nobunaga porta a terme una campanya contra Kongōbu-ji, quarter general de la secta Shingon a la muntanya Koya.[65]
- 1582 - Nobunaga conquesta al clan Takeda (abril), la cort imperial decideix oferir-li el títol de shogun (maig); Akechi Mitushide el traeix en l'anomenat Incident de Honnō-ji el 21 de juny on mor.[65]

## Llegat

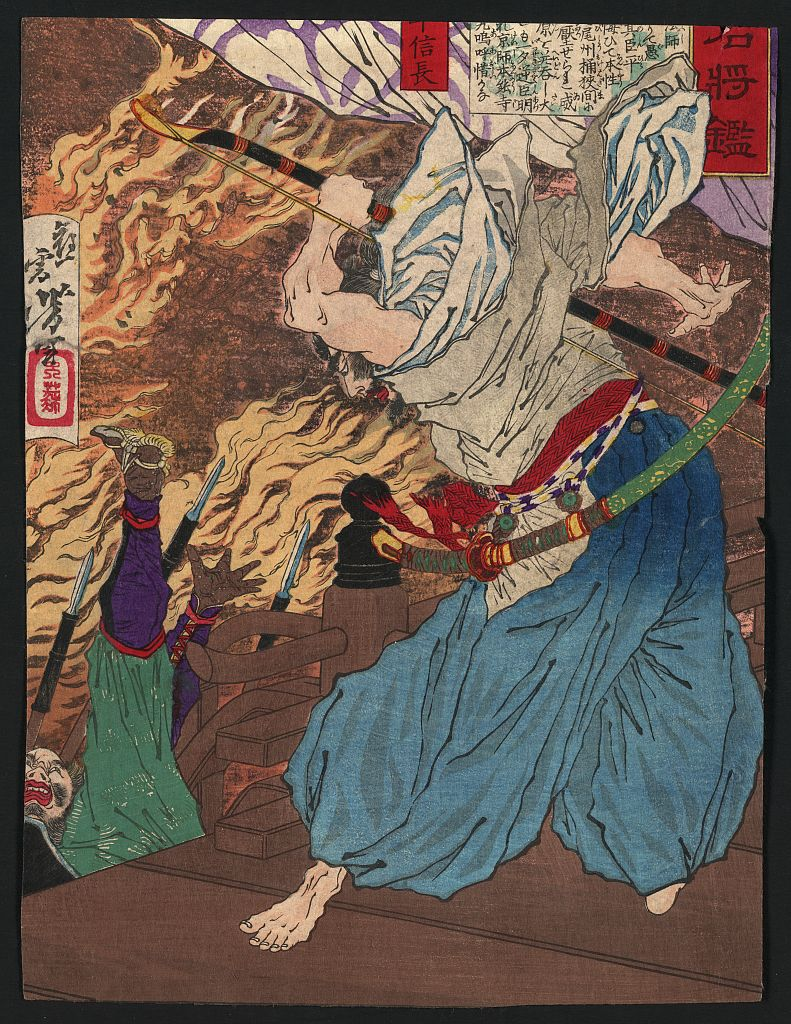
Representació de Nobunaga per Yoshitoshi.

Nobunaga és una de les figures més importants i controvertides de la història del Japó, considerat com un dels més grans comandants samurai. Fins i tot avui dia se susciten debats entre acadèmics i interessats en la història del període Sengoku sobre la seva figura. És comú trobar qualificatius referits a ell com a «líder autoritari», «astut» i «despietat», a causa d'accions com la que es va suscitar a la muntanya Hiei, o perquè durant les seves conquestes solia exterminar els derrotats, massacrant les seves víctimes per milers.
Per la seva banda, els jesuïtes portuguesos amb els quals va tenir contacte, com Luís Fróis, van assegurar que ell mateix es creia una divinitat, descrivint a més com una persona racional i sense por, que tenia una vívida curiositat cap als seus costums.
La seva entrada a la ciutat de Kyoto va marcar el final del shogunat Ashikaga i del període Sengoku, i conseqüentment l'inici del període Azuchi-Momoyama, el qual rep el nom del castell Azuchi de Nobunaga i el castell Fushimi-Momoyama de Toyotomi Hideyoshi.

### Tres grans unificadors del Japó
Després del caòtic període Sengoku es va suscitar un procés d'unificació del país, acabant amb les freqüents guerres entre els diferents dàimios. Oda Nobunaga és citat com el primer a ocupar-se de les tasques d'unificació, seguit per Toyotomi Hideyoshi, que va continuar la guerra de pacificació cap a l'oest, i finalitzant amb Tokugawa Ieyasu, qui va establir el shogunat Tokugawa, durant el qual hi va haver una pau gairebé absoluta al país, coneguda com a Pax Tokugawa.
Sobre els seus papers en aquesta tasca, hi ha una dita japonès: «Nobunaga va barrejar els ingredients, Hideyoshi fornejar el pastís i Ieyasu se'l menjà».
Amb relació a la seva personalitat hi ha un famós haiku, on suposadament els tres es reuneixen a dialogar sobre què fer si un cucut que està en una gàbia no vol cantar. Segons la faula, Nobunaga diu «Si el cucut no canta, el mataré»; Hideyoshi «Si el cucut no vol cantar, el faré cantar»; Ieyasu «Si el cucut no canta, llavors esperaré».

### Comerç
Nobunaga va abolir el pagament de peatges a les fronteres i va desenvolupar camins, cosa que va ajudar tant a la classe mercant com a la militar. Als comerciants en particular els va permetre el lliure trànsit a les províncies que controlava sense cap tipus d'interferència. En el Nobunagakō ki es registra aquesta mesura:
| « | En el desè mes del desè any d'Eiroku [1568] […] [Oda Nobunaga] va abolir moltes, moltes barreres i impostos (yaku) que existien en el seu domini (bunkoku). Això va ser fet en part per a benefici de tot el domini, i en part per consideració al benestar dels viatgers que anaven i venien d'una província a una altra. Totes les persones, de posició alta i baixa, estaven molt satisfets i se sentien agraïts [amb Nobunaga]. | » |

Va abolir a més els privilegis especials d'alguns mercats i gremis, permetent el lliure mercat. Va lliurar a més als mercats de nombrosos impostos que els havien exigit anteriorment nobles i membres de la cort, tot i que va concentrar l'activitat d'aquests en les ciutats-castell que va desenvolupar.
En un altre dels seus intents per concentrar l'activitat comercial a Azuchi, va ordenar retraçar el Nakasendō de tal manera que aquest camí travessés la ciutat.
Les bases econòmiques i el desenvolupament urbà creades per Nobunaga van ser utilitzades per Hideyoshi posteriorment.

### Cultura i arts
Nobunaga va ser un mecenes de l'art. Va donar suport considerablement el desenvolupament de la cerimònia del te. El 1568 va llançar el Meibutsu gari o «caça d'articles de te famosos», pels quals pagava o confiscava i després feia gala d'ells en banquets o reunions especials. Sen no Rikyū, mestre en la cerimònia del te a Sakai, va ser contractat per Nobunaga.
Azuchi va ser el bressol de l'Art Momoyama. Curiosament la destrucció que va portar a terme dels grans monestirs va ocasionar el desenvolupament d'una nova tradició en pintura allunyada dels estàndards de la religió. El principal representant d'aquest nou moviment va ser l'escola Kano de Kano Eitoku, que va ser l'encarregada de decorar l'interior dels quarts del tenshu del castell Azuchi, així com el seu fill adoptiu Sanraku.
Nobunaga també va fer importants aportacions al Nō (能), al qual solia recórrer sovint.

El Gran Xiprer, de Kano Eitoku, 1590. Eitoku va ser l'encarregat de decorar l'interior del castell Azuchi, que va ser destruït poc temps després de la mort de Nobunaga, de la decoració i les seves característiques només queden els testimonis de contemporanis.

### Relació amb l'emperador
Poc després de la seva victòria sobre Daito Yoshitatsu, Nobunaga es va reunir amb un ambaixador de l'emperador Ogimachi amb la intenció de discutir l'estat de les propietats imperials a les províncies de Mino i Owari, així com la possibilitat de finançar les despeses de reparació del palau imperial i les despeses de la cerimònia de la majoria d'edat del príncep hereu. Quatre dies més tard l'emperador li va respondre:
| « | Famós general sense igual en les eres, superior en valor i inspirat pel Camí del Cel: atès que ara les províncies estan subjectes a la teva voluntat, […] amb aquesta carta et demanem […] que donis ordres estrictes en conformitat amb els desitjos de l'emperador concernents a la recuperació de les propietats imperials a les teves dues províncies de Mino i Owari així com dels altres assumptes que discutim. | » |

Després de 1573 Nobunaga es va mantenir a prop del tron imperial (el qual dominava mitjançant ajuda financera, en un acte tant de condescendència com d'homenatge), rebent diversos títols per part de la cort, la qual els va concedir en un intent per omplir el buit de poder que havia ocasionat la deposició de l'últim shogun Ashikaga.
El 1568 i 1569 va finançar les despeses de la cerimònia de la majoria d'edat del príncep Takakura i va començar la reconstrucció del complex del palau. El 1575 va assignar terres a la família imperial d'onze districtes en Yamashiro, els ingressos anuals van permetre que es comencés a recuperar la solvència financera del tron. Nobunaga va restaurar les finances de l'emperador i de la cort, els que havien perdut els seus ingressos i la seva privilegiada posició a l'antiga jerarquia basada en Kyoto.
No va voler lligar-se a les restriccions del sistema jeràrquic de la cort sinó que va buscar més llibertat d'acció, de manera que el 1578 va renunciar als títols que havia rebut amb l'argument que reprendria el seu servei al tron quan «tot dins els quatre mars fos pacificat».
Mentre construïa el castell Azuchi, va edificar una residència a Kyoto (Nijo Gosho), la qual servia com a punt de reunió amb la cort, però el 1579 va donar el príncep hereu.
El 1581 va rebre un missatge de la cort sol·licitant-li que acceptés el càrrec de ministre d'esquerra (sadaijin). Nobunaga va respondre que li agradaria que l'emperador abdiqués i que el posaria els recursos per a la cerimònia d'ascensió del Príncep Imperial Kotohito, només llavors acceptaria el càrrec.
Poc abans de l'incident de Honnō-ji, ambaixadors de la cort li van oferir el títol de Daijō Daijin, kanpaku i fins i tot el de shogun. Nobunaga va declinar i un mes després va morir sense donar a conèixer els seus motius.

#### Títols rebuts
Després del 1573 Nobunaga va ser promogut en diverses ocasions, primer rebent el títol de Sangi (参议, Regidor), posteriorment Gondainagon (権 大 纳 言, Regidor en Cap d'Estat de la dreta), Ukon'e no daishō (右 近卫 大将, General de la Guàrdia Imperial de la dreta), Naidaijin (内 大臣, ministre de l'interior), Udaijin (右 大臣, Ministre de la dreta) el 1577, i poc després va ser ascendit a Shōnii (正 二 位, Segon rang, primera classe).
Pòstumament va ser homenatjat amb els títols de Juichii (従 一位, Primer rang, segona classe), Daijō Daijin (太 政 大臣, Gran Ministre d'Estat) i Shōichii (正 一位), el rang més alt donat a un cortesà.

### Relació amb el shogunat
El shogunat Ashikaga havia estat dominat des de diverses generacions enrere, primer pel clan Hosokawa i després pel clan Miyoshi, qui havia enviat matar el 13è shogun, Yoshiteru, i havien imposat a Yoshihide com a successor. Un altre possible candidat al govern era Ashikaga Yoshiaki, que era en aquells dies un monjo budista que va aconseguir escapar amb la finalitat de trobar qui el donés suport a la seva causa. Després de buscar els dàimios d'Omi, Kōzuke, Noto i Echizen, va buscar a Nobunaga, que va accedir a donar-li suport i va prendre el control de Kyoto per garantir «els interessos de l'emperador». Quan Nobunaga va tenir la situació controlada a la capital, l'emperador Ogimachi va nomenar Yoshiaki shogun.
Yoshiaki immediatament va voler nomenar Nobunaga kanrei o vice-shogun però aquest no va acceptar subordinar-se enfront del shogun i el 1569 va dictar una sèrie de regulacions per a tots aquells que estiguessin al servei del shogunat, així com una sèrie de procediments judicials, els quals es durien a terme des de la residència que Nobunaga va construir per Yoshiaki.
El 1570 el shogun va signar una sèrie d'articles redactats per Nobunaga, pels quals acceptava la seva tutela de manera que la funció del shogun pràcticament es veia limitada a assumptes cerimonials:
| «                                        | 1. Si hagués ocasió perquè el shogun enviés ordres a les províncies en la forma de carta enviada amb la firma, ell haurà ha d'informar Nobunaga, que afegirà la seva signatura a la carta com aprovació. 2. Totes les directives prèvies del shogunat seran nul·les. La seva altesa haurà de fer noves disposicions sobre aquesta base, després d'una acurada consideració. 3. Si passés que sa altesa volgués reconèixer o recompensar a aquells que han donat un servei lleial a l'autoritat pública sense que hi hagi estats disponibles per a tal propòsit, Nobunaga els assignarà, encara que sigui dels seus propis dominis, com el shōgun requereixi. 4. Com que els assumptes del regne [Tenko] han estat llocs de facto en mans de Nobunaga, ell pot prendre mesures contra qualsevol acord a la seva pròpia discreció i sense necessitat d'obtenir el consentiment del shogun. 5. Atès que el regne està en pau, sa altesa infal·liblement haurà d'atendre els assumptes de la cort imperial. Això és tot. | » |
| — Eiroku 13.1.23 (27 de febrer del 1570) | |   |

Yoshiaki va començar llavors a conspirar en contra i va contactar a alguns dàimios amb la intenció de formar un front anti Nobunaga. Takeda Shingen de Kai, Asakura Yoshikage de Echizen, Azai Nagamasa de Omi i els ikki del Hongan-ji respondre a la crida, i Nobunaga els va fer front entre 1570 i 1573.
A inicis de novembre de 1572 Nobunaga va fer pública una carta amb 17 queixes en contra de shogun perquè sospitava que aquest estava ajuntant fons per dur a terme una acció militar en contra seva, fent èmfasi en el seu comportament «impropi» i «escandalós».
| « | 1. La cort imperial va ser descurada per Kōgen'in [el shogun Yoshiteru], de manera que al final va trobar la desgràcia, aquesta és una vella història. Com correspon, des de la seva entrada a la capital, he aconsellat a sa altesa mai ser negligent pel que fa a l'atenció dels assumptes de sa majestat. No obstant això, ràpidament ha oblidat la seva resolució, i ha hagut una decadència en els anys recents. Trobo això imperdonable. 2. Vostè ha enviat cartes amb la seva signatura a diverses províncies, demanant cavalls i altres. Devia haver previst el considerar com es pensaria d'aquest comportament. En els casos en què es requerís expedir ordres, però, jo li havia indicat amb anterioritat que havia d'informar a Nobunaga i que jo afegiria el meu consentiment. Vostè va acceptar, però no actuà en conseqüència […] Trobo això incorrecte. 3. Ha fallat en donar premis apropiats a un nombre de senyors que l'han atès lleialment […] En el seu lloc, ha premiat amb estipendis a alguns que, a aquest dia, no tenen molt a favor seu. D'aquesta manera, la distinció entre la lleialtat i la deslleialtat és irrellevant. Què pensarà la gent? Trobo això incorrecte. 4. Vostè ha reaccionat davant rumors recents iniciant el trasllat dels béns de casa seva. Aquesta notícia […] ha causat molta intranquil·litat a Kyoto, i estic impactat. Jo vaig realitzar el meu major esforç en construir i equipar una residència per a vostè. Vostè pot viure aquí en pau i confort, en el seu lloc, està vostè emportant-se els seus béns. On planeja traslladar-se? Aquest és un assumpte trist. Quan això passa, significa que tots els esforços de Nobunaga han estat en va... 6. Estic afligit d'escoltar del seu dur tracte cap als homes que gaudeixen de l'amistat de Nobunaga [...] 10. Que el nom de l'era sigui Genki no és propici i el que hauria de canviar és una conversa a tot l'imperi. Van acordar, la cort imperial ha fet els arranjaments necessaris per canviar-lo, però vostè ha fallat en proveir la mínima atenció necessària i el retard continua […] trobo aquesta classe de negligència de la seva part incorrecta. 12. És un fet evident que els governadors provincials li presenten or i plata com una forma d'homenatge o propina. Vostè amaga aquests regals sense destinar-los a algun ús. Quin podria ser el seu propòsit? 14. Vaig escoltar que l'estiu passat va vendre el subministrament d'arròs del seu castell per or i plata. Que el shogun es dediqui a comerciar és una cosa desconegut fins ara […] Estic sorprès per l'estat d'aquests assumptes. 17. Va costa avall d'avarícia a avarícia. És ben sabut que no mostra preocupació ni per l'ètica ni per la seva reputació. […] Tots ho anomenen «shogun malvat». Entenc perquè el senyor Fukōin [el shogun Yoshinori] l'anomenaven així, però aquesta és una altra història. Perquè la gent parla malament de vostè a l'esquena? No hauria de reflexionar en això? | » |
| — | |   |

El 1573 Nobunaga finalment es va enfrontar al shogun. El 4 d'abril ambdós van arribar a una aparent reconciliació després que Nobunaga ordenés destruir un castell que Yoshiaki havia manat construir en secret a Ishiyama. Yoshiaki va continuar el complot, de manera que Nobunaga va arribar als afores de Kyoto a inicis de juliol, va acampar al Myokoku-ji, arrestar als membres de la cort per conspiració i va arrestar a Yoshiaki al castell Wakae després de vèncer fàcilment. Nobunaga va perdonar la vida i el va condemnar a l'exili.
Oficialment, el govern de Yoshiaki va acabar el 1588 quan aquest va renunciar al seu càrrec, tot i que la majoria dels historiadors asseguren que el shogunat va acabar en aquest mateix any, tal com va passar de facto.

### Relació amb els occidentals
A diferència del seu desgrat cap al budisme esotèric, Nobunaga estava fascinat amb el cristianisme, de manera que els va donar la benvinguda als missioners jesuïtes, que els va permetre predicar en els seus dominis encara que ell mateix mai es va convertir. Com a conseqüència, va ser el primer japonès a aparèixer en històries occidentals.
Nobunaga va mostrar interès per la tecnologia estrangera, sobretot pels arcabussos portuguesos que havien arribat fins al Japó anys enrere. Des 1549 va començar a adquirir aquestes armes, i en aquest any va comprar 500, amb les que va equipar les seves tropes. Els seus soldats ràpidament van començar a dominar les tècniques necessàries per a utilitzar les armes amb destresa, com la de realitzar trets en seqüència en lloc de disparar simultàniament. A més va organitzar al seu exèrcit a tropes i va abandonar l'antic ritual de guerra samurai, on els guerrers de més alt rang d'ambdós bàndols es presentaven abans de començar el partit.
Finalment, Nobunaga va ser el primer al Japó a implementar revestiments de ferro en els seus vaixells, el que els feia imbatibles.

#### Descripció per Luís Fróis
El missioner portuguès Luís Fróis descriure a Nobunaga en una carta enviada a Roma el 1569 de la següent manera:
| « | Aquest rei d'Owari tindrà uns trenta-set anys. És alt, prim, d'escassa barba, molt bel·licós i donat a exercicis militars, inclinat a obres de justícia i misericòrdia, punt d'honor, reticent pel que fa als seus plans, expert en estratègia. Enemic de rebre consells dels seus subordinats, és, però, estimadíssim i gairebé adorat per ells. Beu poc i poques vegades convida a beure. Brusc de modals, menysprea als altres dàimios i prínceps, i es dirigeix a ells en to despectiu, enlairant la veu com si fossin els seus lacais, però es fa obeir de tots com a senyor absolut. Té bona intel·ligència i gran capacitat de judici. Menysprea als déus i budes i totes les supersticions dels pagans. Tot i que nominalment pertanyi a la secta del Lotus, nega sense embuts l'existència d'un Creador, la immortalitat de l'ànima i l'altra vida. És recte i prudent en totes les seves accions, odiant amb vehemència les dilacions i els discursos. Ni tan sols als prínceps se'ls permet aparèixer en la seva presència cenyint katana. Es fa acompanyar sempre d'una escorta de dos mil genets, i no obstant això sap conversar familiarment amb els seus servidors més baixos i humils. El seu pare va arribar a ser senyor només d'Owari, però ell amb la seva immensa energia s'ha apoderat en quatre anys de disset o divuit províncies, incloent les vuit principals en Gokinai i feus contigus, atropellats a tots en poc temps. | » |

## Llegendes

### La traïció de Mitsuhide
No es coneixen els motius que va tenir Akechi Mitushide per trair Nobunaga, ja que aquest era un dels seus generals de major confiança. Una de les versions més difoses és que el 1579 Mitushide capturà el castell Yakami, prenent com a ostatge a la mare de Hatano Hideharu. Nobunaga de qualsevol forma la va enviar a crucificar, de manera que els vassalls que van sobreviure van matar a la mare d'Akechi.
Altres versions són que Mitushide estava cansat de les humiliacions públiques a les que el sotmetia Nobunaga o que simplement Mitushide volia governar Japó ell sol.

### Atsumori
Segons algunes narracions, es diu que Nobunaga va interpretar una part de l'obra de teatre No Atsumori matí abans de sortir del castell Kiyosu cap a la batalla d'Okehazama. Mentre la seva dona Nōhime tocava un tambor de mà, va recitar el següent fragment:
| « | «La vida d'un home són cinquanta anys. En l'univers què és sinó somni i il·lusió? Hi ha algun que hagi nascut i no mori?» | «Ning gojuunen, geten no uchi wo kurabureba, Yumemaboroshi no gotokunari, hitotabisho wo ete metsusenu mico no aru beki ka.» | » |

### Eiraku Tsūhō

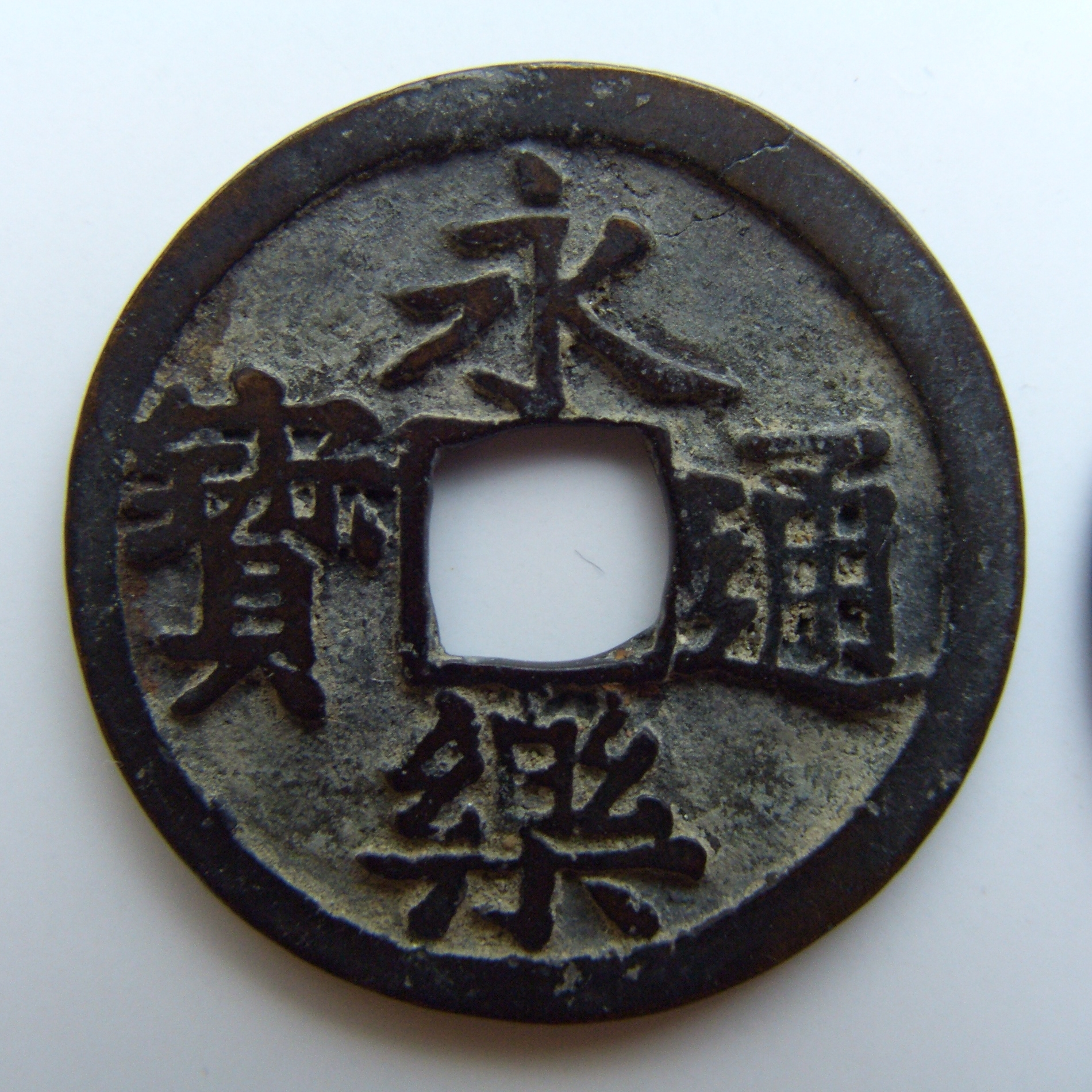
El Eiraku Tsūhō va ser utilitzat en les banderes de Nobunaga.

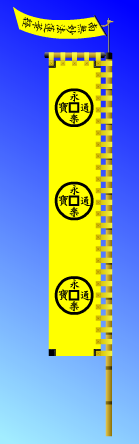
Bandera d'Oda Nobunaga

Un dels nobori utilitzats per Nobunaga era el Eiraku Tsūhō (永 楽 通宝), el qual era de fet el nom d'una moneda. Es diu que el matí abans de marxar cap a la batalla d'Okehazama, Nobunaga va partir juntament amb alguns dels seus més íntims vassalls al temple Atsuta, on van oferir pregàries als déus. Quan les campanes van sonar, Nobunaga els va assegurar que els déus havien escoltat les seves pregàries. Va prendre llavors un grapat de monedes i les va llançar, caient totes de cara. Davant tal esdeveniment, tots els presents van interpretar que partien a la batalla amb el suport dels déus. És per aquestes dates quan Nobunaga efectivament va començar a utilitzar el Eiraku Tsūhō com a bandera.

### La mort de Kenshin
Durant molt de temps, un dels mites més difosos va tenir a veure amb la mort d'un dels dàimios més poderosos: la d'Uesugi Kenshin. Com que la seva mort va passar en un moment summament crític de la història del Japó i que a més va ser bastant oportuna per les aspiracions polítiques i militars de Nobunaga, es va escampar la idea que havia estat obra d'un ninja enviat per ell.
Es diu que mentre Kenshin es trobava a la latrina, un ninja enviat per Nobunaga es trobava dins de la fossa esperant el moment oportú per atacar-lo. Segons la llegenda, just en el moment crucial, el ninja li va clavar una espasa o una llança a l'anus. Aquest mite es desprèn d'un recull de la història del clan anomenada Kenshin Gunki, en la qual s'assegurava: «En el novè dia del tercer mes (Uesugi Kenshin) va tenir un fort mal de panxa al bany. Malauradament, va persistir fins al tretzè dia quan va morir». Més enllà del mite, una entrada al diari de Kenshin, escrita aproximadament un mes abans de l'incident, dona una clara pista del que li va passar en la realitat. Kenshin va fer una anotació en la qual va relatar que es trobava molt prim i que sentia un dolor al pit com una «bola d'acer», de manera que molts historiadors han deduït que en realitat Kenshin va morir a causa d'un càncer d'estómac, un patiment molt comú al Japó.

## Personatges relacionats

### Clan Oda

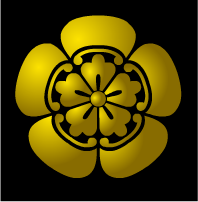
Mon del clan Oda.

Oda Nobunaga era descendent d'una de les branques del clan Oda, les quals tot i ser família mantenien una forta rivalitat. Els primers registres que s'han de documents escrits per Nobunaga daten de 1549, quan només comptava amb 14 o 15 anys. Un d'ells apareix signat per Fujiwara Nobunaga (藤原 信 长), de manera que una de les teories sobre l'origen del clan està lligada al clan Fujiwara. D'altra banda, segons van passar els anys Nobunaga va assegurar ser descendent del clan Taira, versió que concorda amb el registre oficial del clan (encara que el mateix va ser ajustat per Nobunaga).
Nobunaga assegurava ser descendent d'«Oda» Chikazane, que es presumeix que era fill de Taira Sukemori, segon fill de Taira Shigemori, que al seu torn era fill i hereu de Taira Kiyomori.
Després que Nobunaga rebré el títol d'Udaijin de l'emperador, no va rebre més nomenaments i pel que sembla no estava interessat en ells, incloent el títol de shogun, màxim nomenament militar en la seva època i el requisit per rebre'l era ser descendent del clan Minamoto, llegendari rival del clan Taira. Durant la seva època hi havia un concepte conegut com a Genpei kōtai Shiseido, segons el qual es considerava que els dos clans més poderosos de la història-Minamoto i Taira-guanyaven influència i poder de manera alternada. És probable que Nobunaga hagi lligat els seus antecedents als Taira precisament perquè els Ashikaga eren descendents dels Minamoto, en un missatge a la societat del moment que li trauria el poder i el prendria del shogunat en curs.

### Família immediata
Nobunaga no va tenir descendència amb Nōhime, filla de Saito Dosan, tot i que si va tenir diversos fills i filles amb els seus concubines, Kitsune i Lady Saka.
Fills
- Oda Nobutada (1557-1582)[99]
- Oda Nobuo (1558-1630)[99]
- Oda Nobutaka (1558-1583)[99]
- Oda Hidekatsu (1567-1593)[99]
- Oda Katsunaga (1568-1583)[99]

### Altres familiars
Oichi, la germana de Nobunaga, va tenir tres filles, les quals van contraure núpcies amb importants figures de l'època:
- Yodogimi, també coneguda com a iode-abandó i la més gran de les tres, es va convertir en esposa de Toyotomi Hideyoshi.[41]
- O-Hatsu es va casar amb Kyōgoku Takatsugu.[41]
- O-go, la menor de les tres, es va casar amb el shogun Tokugawa Hidetada.[41]

### Vassalls

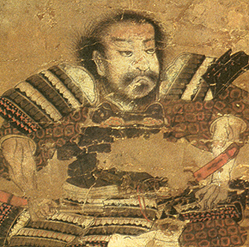
Shibata Katsuie, un dels generals de més confiança de Nobunaga.

Nobunaga va tenir una visió centralitzadora del poder, de manera que va retenir el control de la porció més gran de les seves conquestes, fent servir el castell Azuchi com a base a la província d'omissió i part de Mino i Owari. Les terres restants les va dividir entre els seus vassalls de més alta confiança, entre els quals hi havia els seus fills i altres deu vassalls:
- Toyotomi Hideyoshi
- Takigawa Kazumasu
- Akechi Mitsuhide
- Niwa Nagahide
- Shibata Katsuie
- Sassa Narimasa
- Maeda Toshiie
- Sakuma Nobumori
- Ikeda Tsuneoki
- Mori Nagayoshi

L'alt comandament de Nobunaga també incloïa Tokugawa Ieyasu, encara que aquest tenia un paper més d'aliat que de vassall.

## Monuments funeraris i altres llocs
Una de les primeres accions de Hideyoshi a venjar la mort de Nobunaga va ser reconstruir el Honnō-ji en un lloc diferent, on es va erigir un cenotafi a Nobunaga. A Azuchi, al lloc on s'alçava el castell construït per Nobunaga, també hi ha un altre monument funerari, el qual té vista cap al llac Biwa.
Nobunaga va ser deïficat al santuari Kenkun (建 勲 神社, Kenkun-Jinja), ubicat al nord de Kyoto i on cada 19 d'octubre se celebra un festival en honor seu.
Al Japó es poden trobar algunes estàtues en llocs relacionats amb la vida d'aquest personatge. Algunes d'elles es troben:
- Fora de l'estació Gifu.[105]
- El parc de Gifu.[106]
- Fora de l'estació Azuchi.[107]
- El parc de Kiyosu, Aichi.[108]

## En la cultura popular
Nobunaga apareix contínuament en diversos mitjans de comunicació, generalment tractat com dolent o fins i tot de caràcter demoníac, tot i que en algunes ocasions se li pinta des d'una millor perspectiva.

### Cinema i televisió
Nobunaga apareix freqüentment en els drames Taiga de la NHK, sèries televisives anuals sobre personatges històrics. Dos dels especials on apareix com a protagonista són Oda Nobunaga i Nobunaga King of Zipangu. A la sèrie de 2002 Toshiie to Matsu: Kaga hyakumangoku monogatari l'actor Takashi Sorimachi va donar vida al personatge.
A la pel·lícula Kagemusha d'Akira Kurosawa, Nobunaga apareix com un dels enemics de Takeda Shingen, que fingeix la seva mort que desincentivar un possible atac al seu clan.
A la pel·lícula Honnoji Gasse de 1908, Fukunasuke Nakamura va fer el paper de Nobunaga, mentre que en la pel·lícula de 1989 va ser Ken Watanabe.
Algunes altres pel·lícules on se'l representa són:
- Goemon
- Sengoku Jieitai 1549
- Kagemusha

### Videojocs
A la sèrie de videojocs Onimusha (saga que va començar amb Onimusha: Warlords) Nobunaga és ferit de mort per una fletxa després de la seva victòria a Okehazama, però fa un tracte amb el «Rei Dimoni» perquè aquest torni a la terra en forma demoníaca per conquerir Japó. Nobunaga apareix novament com dolent en el videojoc Sengoku Basara de Capcom. En aquest videojoc així com en l'anime que es va derivar d'aquest, Nobunaga apareix amb una armadura de pics, espasa i escopeta, a més que apareixen llamps i trons per on apareix. En la sèrie Samurai Warriors apareix com un personatge que es pot utilitzar, on s'emfatitza la seva faceta de brutalitat i és anomenat «Rei Dimoni».
En Kessen 3 Nobunaga apareix com a protagonista en una versió molt més idealitzada de la seva persona, presentant Mitushide, el seu assassí, com l'antagonista. Un altre joc on Nobunaga és el protagonista i no és vist des de la perspectiva del malvat és el joc d'estratègia Nobunaga's Ambition de Koei.
Nobunaga apareix breument en una de les campanyes del joc Age of Empires II: The Conquerors, on és assassinat. Posteriorment el jugador pren el control de les tropes de Hideyoshi amb l'objectiu de destruir tres castells per venjar la seva mort.
Alguns altres videojocs són:
- Taikō Risshiden
- Inindo: Way of the Ninja
- Samurai Warriors
- Warriors Orochi
- Kessen
- Devil Kings
- Onimusha: Warlords
- Demon Chaos
- Toki no Tabibito -Time Stranger-
- Sakura Wars: So Long, My Love
- Shogun Total War

### Còmics i llibres
Al manga Drifters, Oda apareix com un dels personatges principals de la història, sent part d'un gran grup de personatges històrics que han estat portats a un altre món, el qual ha estat 6 mesos allà, mentre que a la seva terra, han passat 18 anys de la seva desaparició.

### Festivals
A la ciutat de Gifu, durant el primer dissabte i diumenge del mes d'octubre se celebra un festival en honor de Nobunaga. En aquest festival es honra Nobunaga per mitjà d'una cerimònia al temple Sofuku, una processó on els habitants es disfressen d'ell o del Daitō Dōsan i una desfilada.
A Kyoto, el temple Amida-dera fa serveis en el seu honor cada any. Malgrat que normalment està tancat al públic, obre les portes per a l'esdeveniment. El Honnō-ji també celebra cada 2 de juny una desfilada on la gent es disfressa de Nobunaga o de samurais de l'època. Des de l'any 2005 permeten als turistes i persones en general participar.